# Lysekils norra församling
Lysekils norra församling är en församling i Norra Bohusläns kontrakt i Göteborgs stift. Församlingen ligger i Lysekils kommun i Västra Götalands län och ingår i Lysekils pastorat.

## Administrativ historik
Församlingen bildades 2023 genom sammanslagning av Lyse, Brastads och Bro församlingar och ingår i Lysekils pastorat.

## Kyrkobyggnader
- Bro kyrka
- Brastads kyrka
- Lyse kyrka